# Fernand Braudel

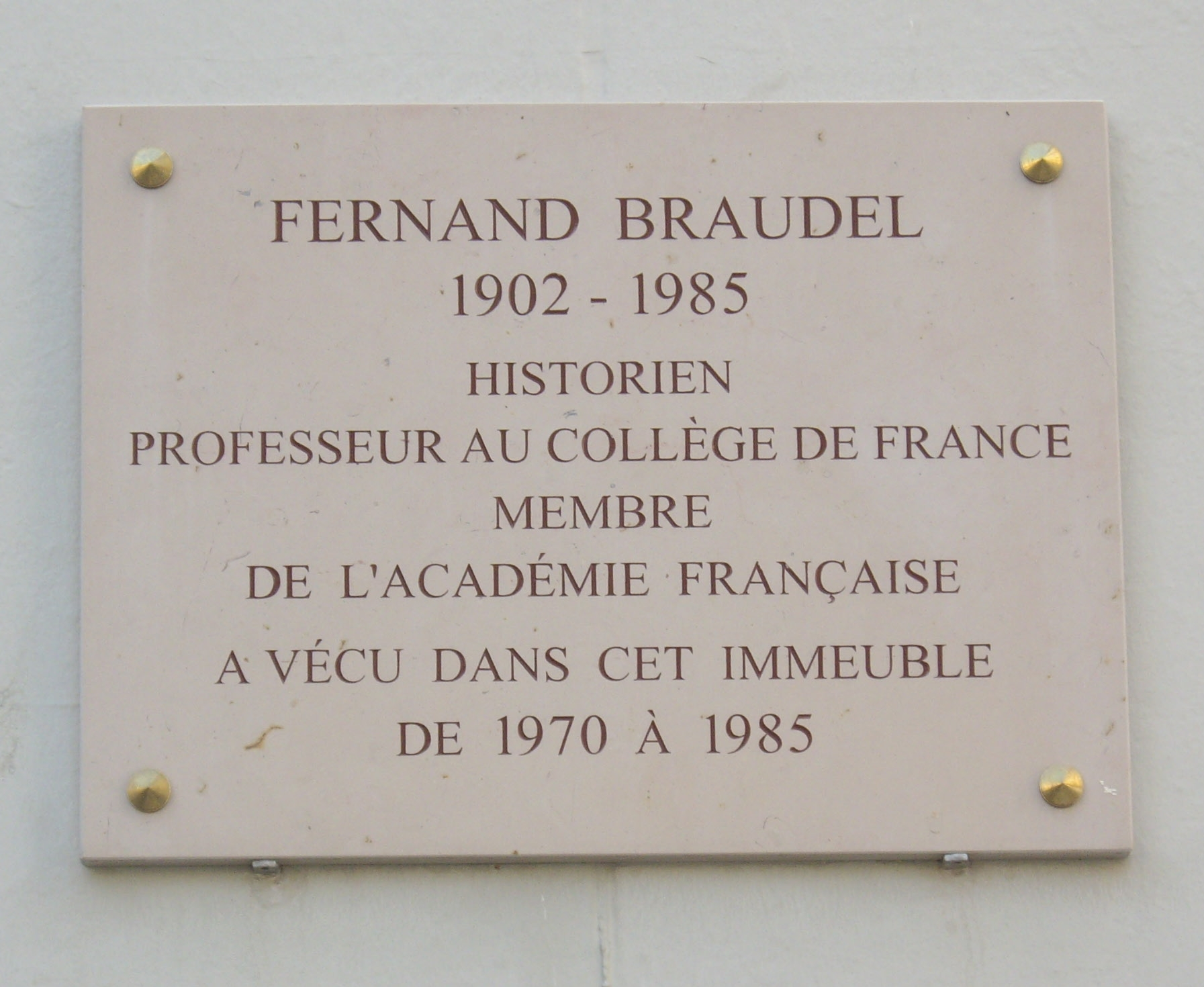
Gedenkplaquette in Parijs

Fernand Braudel (Luméville-en-Ornois, 24 augustus 1902 – Cluses, 27 november 1985) was een Frans historicus.
Braudel studeerde geschiedenis bij Lucien Febvre. Hij was tien jaar leraar te Algiers. In 1935 werd hij hoogleraar in São Paulo, maar in 1937 keerde hij terug naar Parijs toen hij er benoemd werd aan de École des hautes études en sciences sociales. In 1939 werd hij onder de wapenen geroepen. Hij werd in 1940 krijgsgevangene gemaakt en verbleef tot in 1945 in Duitsland. In deze jaren schreef hij zijn thèse d'état, La Méditerranée et le Monde Méditerranéen à l'époque de Philippe II (1949). Hij volgde in 1947 Lucien Febvre op aan het Collège de France. Braudel onderrichtte historici als Emmanuel Le Roy Ladurie, Marc Ferro en Jacques Le Goff. Hij was van 1946 tot 1972 directeur van de École des Hautes Etudes en Sciences Sociales te Parijs. In 1984 werd Braudel verkozen tot lid van de Académie française.
Braudel was een vooraanstaand lid van de École des Annales. In zijn werk combineerde hij geschiedwetenschap met economie, antropologie en geografie. Fernand Braudel werd vooral bekend door het gebruik van zijn drietrapsmotor, bestaande uit structuren, conjuncturen en evenementen. Op deze wijze kon men historische kennis opdoen en het historisch proces op de longue durée bekijken. Uiteindelijk resultaat was de creatie van een 'histoire totale' waar alles samenkwam. Een mooi voorbeeld hiervan is zijn werk: La Méditerranée et le Monde Méditerranéen à l'époque de Philippe II. Dit werk kenmerkt zich door de vooraanstaande aandacht voor de geografie in plaats van de louter politieke gebeurtenissen of de figuur Filips II. In 1979 verscheen een ander groots opgezet driedelig werk, Civilisation matérielle, économie et capitalisme. Andere belangrijke werken van Braudel zijn:  Écrits sur l'histoire (Parijs 1969; Ned. vert. Geschiedschrijving, Baarn 1979), L'identité de France (3 dln., Parijs 1986) en Grammaire des civilisations (Parijs 1987).